# They Don't Love It
They Don't Love It è un singolo del rapper statunitense Jack Harlow, pubblicato il 28 aprile 2023 come primo estratto dal terzo album in studio Jackman.

## Video musicale
Il video musicale, diretto da Eliel Ford, è stato reso disponibile il 1º maggio 2023 attraverso il canale YouTube del rapper.

## Formazione
- Jack Harlow – voce
- Hollywood Cole – produzione
- Chris Athens – mastering
- Nickie Pabon – missaggio, registrazione

## Classifiche
| Classifica (2023) | Posizione massima |
| ----------------- | ----------------- |
| Canada            | 40                |
| Irlanda           | 56                |
| Regno Unito       | 76                |
| Stati Uniti       | 54                |